# USS Hornet (CV-8)
El USS Hornet (CV-8) fue un portaaviones de la clase Yorktown de la Armada de los Estados Unidos que participó activamente durante la Segunda Guerra Mundial. 
Adquirió gran relevancia tras la Incursión Doolittle, como participante de la batalla de Midway, y por tomar parte en las Islas Salomón, y luego fue dañado por un ataque aéreo hasta el punto de ser prácticamente irreparable, después de la batalla de las islas de Santa Cruz.

## Historial
Tras los primeros e inseguros pasos los portaaviones de la Armada estadounidense se diseñaron racionalmente, siendo el primero el USS Ranger (CV-4), demasiado pequeño para ser un buen portaaviones pero que sentó las bases del diseño de una larga lista de excelentes portaaviones. Los siguientes portaaviones fueron los tres de la clase Yorktown, más grande y adecuado a las operaciones aeronavales. Sus características se adaptaron a las limitaciones impuestas por los tratados internacionales vigentes en esos años. Por ello, su desplazamiento era solo de 19800 toneladas, y la longitud de la cubierta de 200 metros.
Fue botado el 14 de diciembre de 1940 por la compañía Newport News Shipbuilding de Newport News, Virginia, y amadrinado por Annie Reid Knox. Fue comisionado en Norfolk el 20 de octubre de 1941 bajo el comando del capitán Marc A. Mitscher. El CV-8 fue el séptimo buque de la Marina en llevar el nombre de Hornet.
Durante el difícil periodo previo al ataque a Pearl Harbor, el Hornet zarpó de Norfolk y se encontraba en periodo de entrenamiento a lo largo de la costa de Virginia cuando ocurrió el ataque. Ante un posible ataque de submarinos alemanes fue trasladado al Golfo de México, para seguir con el entrenamiento y puesta a punto. Tras ello, volvió a Norfolk. Más tarde, el 2 de febrero de 1942 el Hornet salió de Norfolk con dos bombarderos North American B-25 Mitchell en cubierta, los aviones habían sido puestos por medio de grúas sobre ella.
Una vez en el mar, los aviones fueron lanzados por sorpresa y para asombro de su tripulación en forma exitosa. Sus hombres estaban inseguros del significado de este experimento y se les obligó a guardar estricto silencio. Posteriormente el Hornet volvió a Norfolk, se preparó para ir al combate, y en 4 de marzo zarpó hacia la Costa Oeste vía Canal de Panamá.

## Incursión Doolittle

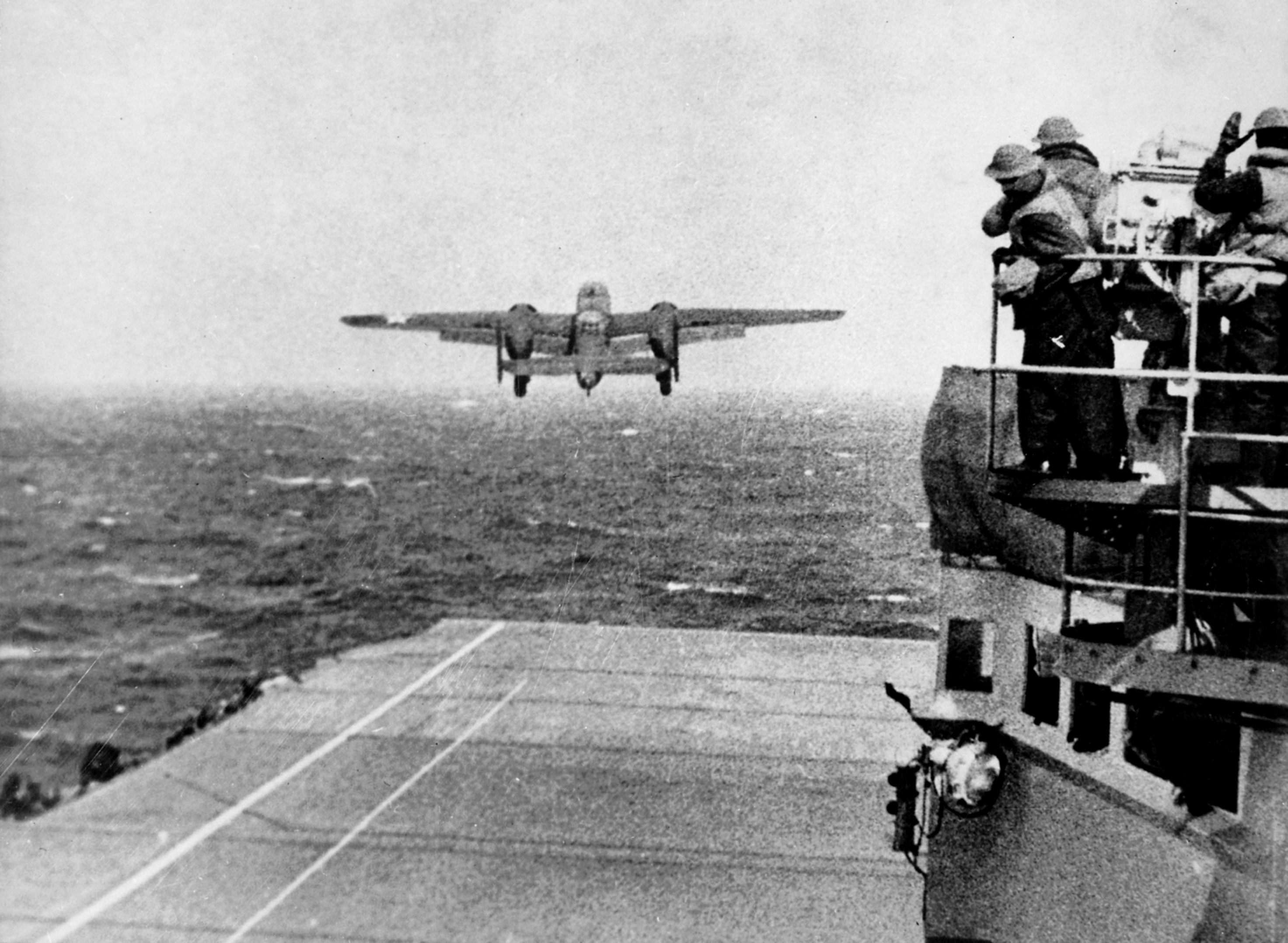
Un B-25 despegando desde el USS Hornet para la incursión Doolittle.

El Hornet llegó a Alameda, California el 20 de marzo. Los escuadrones de vuelo recibieron nuevos aparatos, el VF-8, F4F-4 Wildcat; el VB-8 y el VS-8, SBD-3 Dauntless. El VT-8 mantuvo sus torpederos TBD-1 Devastator. Durante la siguiente semana los escuadrones embarcados hicieron prácticas de despegue y apontaje. Seguidamente el Hornet partió hacia el norte, llegando a la base de Alameda el día 31 de marzo.
Con sus aviones propios en los hangares, se les colocó sobre su cubierta 16 bombarderos B-25 y los transportó en la cubierta de vuelo. Los últimos aviones estaban en el límite de la cubierta de vuelo.
Al mando de esta escuadrilla estaba el teniente coronel James H. Doolittle, con 70 oficiales y 64 hombres alistados. En compañía de escolta, el Hornet salió de Alameda el 2 de abril y se embarcó en una misión secreta bajo órdenes oficiales. Esa tarde, el capitán Mitscher informó a sus hombres de su misión en alta mar: Bombardear Japón.
Once días después el Hornet se unió al USS Enterprise (CV-6) que estaba a unos kilómetros de la costa de Midway, y la Fuerza de Ataque N.º 16 tomó rumbo hacia Japón. 
Con el Enterprise dando cobertura aérea y por radar, La Fuerza de Ataque N.º 16 debía penetrar dentro del radio de las aguas enemigas, donde el Coronel Doolittle lideraría los B-25 en una misión de bombardeo a Tokio y otras ciudades japonesas importantes. 
Inicialmente, la Fuerza de Ataque debía proceder desde 600 kilómetros de la costa de Japón; sin embargo, en la mañana del 18 de abril un buque patrullero japonés el Nitto Maru, avistó la flota estadounidense. El crucero USS Nashville (CL-43) abrió fuego contra el patrullero y después de un ataque aéreo fue hundido pero ya había radiado el mensaje de alerta, y expuso la presencia y localización de la flota americana. Se debía tomar una decisión, abortar o lanzar el ataque.
Por un error de criterio de los radioescuchas japoneses, el mensaje del Nitto Maru fue radiado a la comandancia japonesa, pero no fue tomado en cuenta.

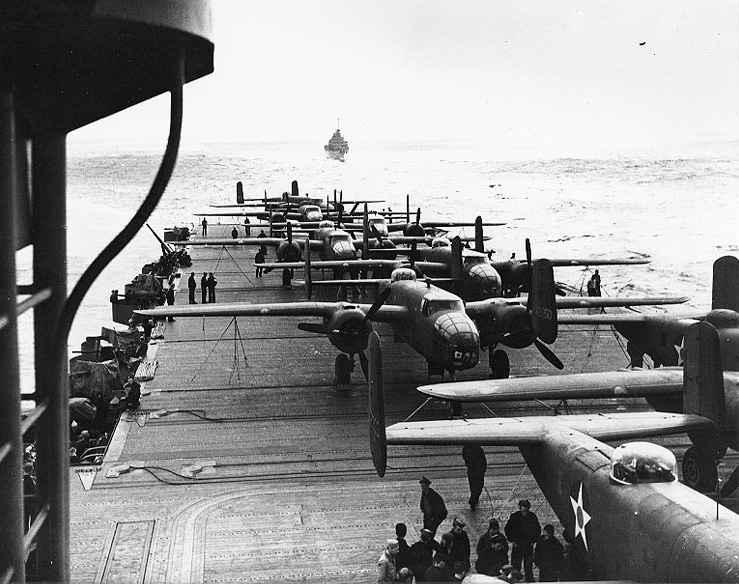
Bombarderos B-25 en la cubierta del USS Hornet.

A unas 1000 kilómetros de la costa japonesa, la confirmación del mensaje del patrullero apuró al almirante William F. Halsey. A las 08:00 se tomó la decisión y ordenó el lanzamiento inmediato de los «incursionistas de Tokio».
Mientras el Hornet se balanceaba y se preparaba para lanzar a los bombarderos, quienes se habían preparado para el despegue desde el día anterior, un vendaval de más de 40 nudos sacudió el mar con olas de 15 metros; fuerte oleaje, que causaron que la nave se inclinara violentamente, roció de agua la proa, mojó la cubierta de vuelo, y empapó a la tripulación de la cubierta. 
El avión líder, mandado por el coronel James H. Doolittle, tenía alrededor de 142 metros de cubierta de vuelo libre, mientras los últimos B-25 se balanceaban casi fuera de la cubierta. El primero de los aviones, fuertemente armado, luchaba para despegar mientras la proa subía y bajaba. A las 09:20, los 16 bombarderos estaban el aire y se dirigían hacia Japón. 

El Hornet subió sus aviones a la cubierta y toda la Fuerza de Ataque N.º 16 dio la media vuelta y se dirigió a toda velocidad hacia Pearl Harbor. Trasmisiones interceptadas en japonés y en inglés confimarón a las 14:46 el éxito de las incursiones. 
Exactamente una semana después de haber lanzado a los bombarderos, el Hornet llegó a Pearl Harbor. La misión del Hornet fue mantenida en total secreto durante un año, hasta que el presidente Franklin D. Roosevelt se refirió a ella como Shangri-La.
El Hornet partió de Pearl Harbor el 30 de abril, para ayudar al USS Yorktown (CV-5) y al USS Lexington (CV-2) en la batalla del Mar del Coral. Pero la batalla terminó antes de que éste llegara. Volvió a Hawái el 26 de mayo y zarpó dos días después con sus portaaviones hermanos para repeler una flota japonesa que, se esperaba, llegara para asaltar Midway en la llamada batalla de Midway.

## Batalla de Midway
Una poderosa fuerza de portaaviones japonesa atacó las Midway. Esta fuerza estaba comandada por Chuichi Nagumo y realizó un ataque a tierra, temprano en la mañana del 4 de junio de 1942. Sus aviones de exploración fallaron en la detección del enemigo por problemas técnicos.
El Hornet, el Yorktown, el Enterprise lanzaron ataques mientras los portaaviones japoneses preparaban sus aviones para un segundo ataque a Midway. Los bombarderos en picado del Hornet no pudieron localizar sus objetivos, pero 15 aviones del escuadrón Torpedo n.º 8, encontraron el objetivo, la formación de portaaviones japonesa y comenzaron sus ataques. 
Se enfrentaron a una sólida fuerza de cobertura de cazas enemigos alrededor de 8 millas desde los portaaviones japoneses. Fue una masacre, los atacantes fueron derribados uno a uno mientras trataban de llegar a los objetivos. El alférez de fragata George H. Gay Jr., USNR, el único sobreviviente de 30 hombres, presenció la mayor batalla de portaaviones en la historia, no menos de 80 cazas americanos fueron derribados por la efectiva cobertura aérea y la artillería japonesa. La fuerza de portaaviones cambió de posición navegando más hacia el norte.
De los 41 aviones torpederos que fueron lanzados de los portaaviones estadounidenses, sólo volvieron seis. Sus sacrificio valió la pena, ya que distrajeron a los cazas, bombarderos en picado comandados por MacKlusky y hundieron tres portaaviones, con ayuda del submarino USS Nautilus (SS-168). 
El cuarto portaaviones japonés, el Hiryū al mando de Tamon Yamaguchi se salvó solo por estar fuera de la visual, pero a pesar de sus ingentes esfuerzos por equiparar los resultados desastrosos fue alcanzado después en la tarde del 4 de junio y se hundió en las primeras horas de la mañana del 5 de junio. 
El USS Yorktown (CV-5) se perdió debido al ataque combinado de aviones del mismo Hiryu y el submarino japonés de Primera Clase I-168.
Los aviones del Hornet atacaron la flota japonesa en retirada el 6 de junio de 1942, hundiendo el crucero Mikuma que estaba al garete, dañando un destructor y dejando al crucero Mogami en llamas y severamente dañado. El ataque del Hornet al Mogami puso fin a una de las batalla más decisivas de la historia. 
Midway fue salvada, y con ella las Hawái. Se le dio un golpe severo a la fuerza aeronaval japonesa, hundiendo cuatro de sus principales portaaviones y veteranas tripulaciones, y asestando una derrota a los japoneses de la que nunca se pudieron recuperar. La victoria del Hornet y de otras naves en la batalla de Midway ha sido vista a lo largo de la historia como el cambio de la balanza en el resultado de la Guerra del Pacífico.

## Campaña de las Islas Salomón, agosto-octubre de 1942
Tras de la Batalla de Midway, el Hornet contó con un radar implantado en Pearl Harbor. Zarpó el 17 de agosto de 1942 para custodiar la entrada marítima a Guadalcanal, en las Islas Salomón. Dados los daños recibidos mediante bombas por el Enterprise (24 de agosto), por torpedos en el Saratoga (31 de agosto), y la pérdida del Wasp (CV-7) (15 de septiembre) redujeron los portaaviones estadounidenses en el Pacífico a uno: el Hornet. 
Durante cinco semanas, el Hornet fue el elemento central de la Task Force 17. Sus aviones, además de proporcionar protección a los barcos de la Flota, también realizaron labores de apoyo a las tropas en Guadalcanal, atacando las concentraciones de tropas enemigas, y a sus barcos de suministros. El Hornet hizo patrullas aéreas hasta el 24 de octubre de 1942, cuando se unió al Enterprise al noroeste de las islas Nuevas Hébridas para lanzar un ataque contra las fuerzas de portaaviones que asolaban la parte estadounidense de Guadalcanal. 

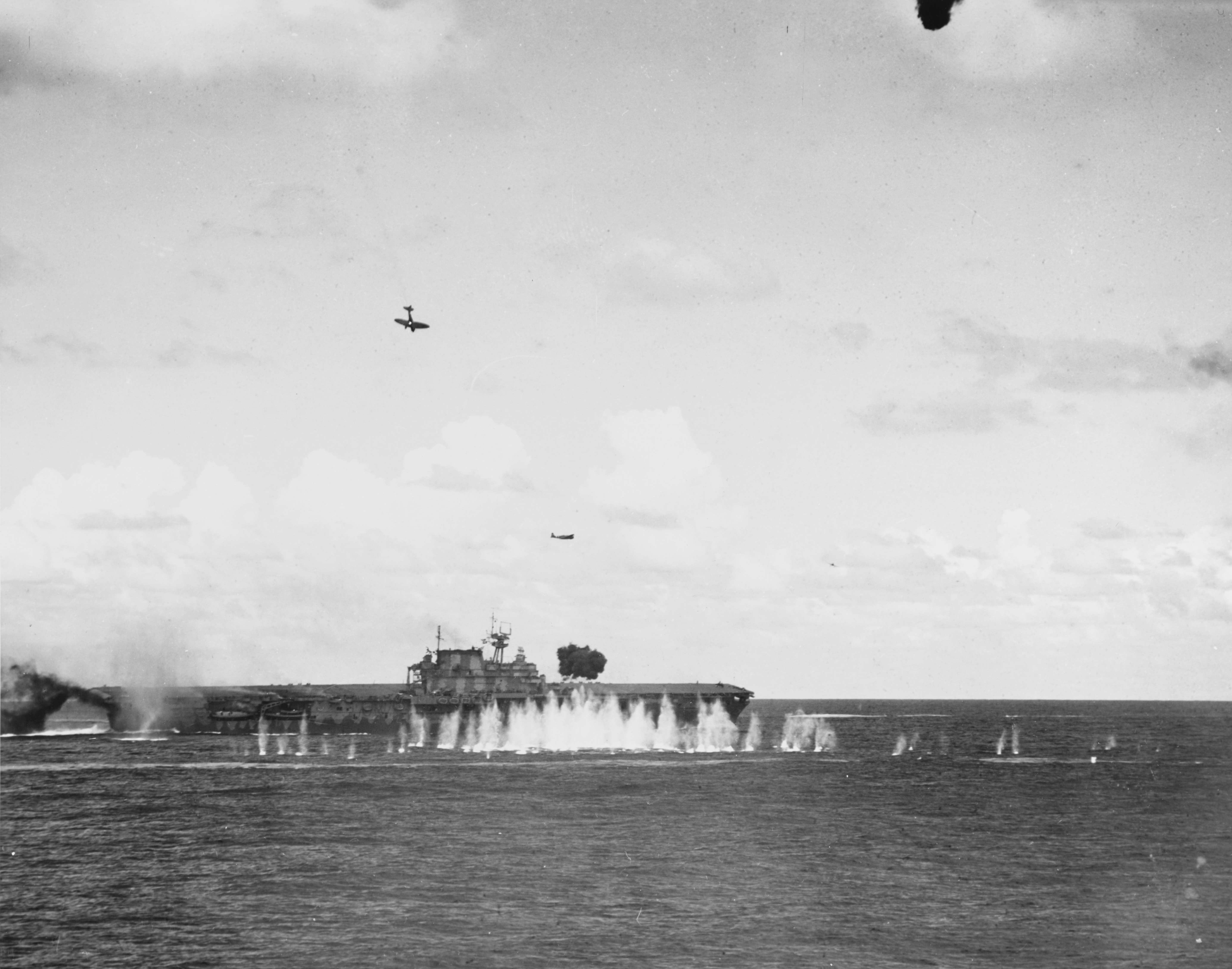
El USS Hornet atacado por avión en picado durante la batalla de las islas de Santa Cruz.

El 22 de octubre los japoneses lanzaron una gran ofensiva sobre Guadalcanal, a fin de retomar la isla, y de paso eliminar a las fuerzas navales americanas. Para esta última misión se envió una gran fuerza naval de acorazados, cruceros y portaaviones. 
La Batalla de las islas de Santa Cruz tuvo lugar el 26 de octubre de 1942 sin contacto entre las fuerzas. Ambas flotas se localizaron, lanzando sus escuadrones de aviones de combate de manera casi simultánea, y llegando hasta el enemigo a la vez. Por la mañana los aviones del Enterprise bombardearon al portaaviones ligero japonés Zuihō. Aviones del Hornet dañaron severamente el portaaviones Shōkaku deshabilitando su cubierta, y al crucero Chikuma. Otros dos cruceros fueron atacados también por los aviones del Hornet. En ese momento los japoneses atacaron a los americanos, el Enterprise buscó la protección de un chubasco, concentrándose el ataque sobre el portaaviones Hornet. La fuerza coordinada de bombarderos en picado y aviones torpederos dejaron el buque tan severamente dañado que tuvo que ser abandonado. El Hornet fue alcanzado en diez minutos por cuatro bombas, dos torpedos, y dos aviones torpederos Val que se estrellaron contra él. Fue atacado de nuevo, siendo alcanzado por otro torpedo, y dos bombas.
Las fuerzas estadounidenses intentaron hundir el abandonado Hornet, pero sobrevivió a la no despreciable suma de nueve torpedos y 400 proyectiles de 127 mm disparados por el USS Mustin (DD-413) y el USS Anderson (DD-411). Más tarde, los destructores japoneses dispararon además tan entusiastamente como los estadounidenses y lanzaron 4 torpedos Long Lance de 24 pulgadas a su puente en llamas. A la 01:35 del 27 de octubre de 1942, el USS Hornet se hundió en la costa de las Islas Santa Cruz.
El Hornet recibió cuatro estrellas de batalla, y su escuadrón, el 8° de torpederos, recibió la Mención presidencial a la Unidad, por «Extraordinario heroísmo y servicios distinguidos más allá de las obligaciones de la misión», en la batalla de Midway.

### Buques de la clase
• USS Yorktown (CV-5)
• USS Enterprise (CV-6)

### Listas relacionadas
• Portaaviones de Estados Unidos
• Navíos de la Armada de los Estados Unidos hundidos en la Segunda Guerra Mundial